# Tipula trupheoneura
Tipula trupheoneura är en tvåvingeart som beskrevs av Alexander 1920. Tipula trupheoneura ingår i släktet Tipula och familjen storharkrankar. Inga underarter finns listade i Catalogue of Life.